# Alain Chartier
Ne doit pas être confondu avec Jean Chartier.
Pour les articles homonymes, voir Chartier.
 (décembre 2009).
Compléments
son blason est "D'azur à deux perdrix d'argent posées sur un tronc d'arbre couché d'or".
Alain Chartier ( en latin Alanus Auriga), né vers 1385/90 à Bayeux, mort vers 1430 (le 20 mars 1430?), sans doute à Avignon, est un poète, diplomate, orateur et écrivain politique français, ayant écrit à la fois en latin et en moyen français.

## Biographie
Né d'un bourgeois riche et considéré de Bayeux, nommé Jean Chartier († après 1404), habitant une maison située actuellement à l'intersection de la rue Saint-Malo et de la rue Royale, il était le frère de Guillaume Chartier (évêque de Paris de 1447 à 1472) et de Thomas Chartier (qui fut aussi notaire et secrétaire de Charles VII, mort avant 1463). Il était probablement l'aîné de la fratrie. Il fit ses études à l'Université de Paris, où il atteignit le grade de maître ès arts. Sans doute à l'occasion d'une assemblée du clergé qui se tint en 1412, il composa un Discours au roi sur les libertés de l'Église (probablement une simple « lettre ouverte », qui lui est attribuée dans un des trois manuscrits). Entre 1412 et 1416, il commença à se faire connaître par de la poésie française (notamment Le Livre des quatre dames, datant de 1416).
D'abord au service de Yolande d'Aragon, il s'attache au Dauphin Charles à partir de 1417, et s'enfuit avec lui de Paris après la prise de la capitale par les Bourguignons (29 mai 1418). Appartenant ensuite à la maison du Dauphin à Bourges, dans Le Quadrilogue invectif, écrit en 1422, il se qualifie d'« humble secretaire du roy nostre sire et de mon tresredouté seigneur monseigneur le regent ». Sa Lettre à l'Université de Paris, où il expose à sa « mère » l'état lamentable du royaume et l'exhorte à être fidèle à la dynastie légitime, a sans doute été écrite début 1419, en tout cas avant l'assassinat du duc Jean sans Peur le 10 septembre 1419. Au début de 1420, il fut nommé chanoine de la cathédrale de Paris par l'évêque Gérard de Montaigu, mais à titre purement honorifique, car ce dernier avait fui également la capitale.
L'écrit intitulé Ad detestationem belli Gallici et suasionem pacis a probablement été composé en janvier 1423, juste après que le Dauphin, à la mort de son père (21 octobre 1422), a pris le titre de roi ; le ton est plus optimiste, et l'orateur prodigue ses conseils au souverain, aux princes (sans doute plus spécialement le duc de Bourgogne, avec qui le contact a été renoué) et à tous les Français. Cet écrit est suivi dans certains manuscrits d'un poème de quarante vers latins, les seuls qu'on lui connaisse (sinon toute son œuvre latine est en prose). C'est en 1423 également qu'il reprend sa production en poésie française.
Il participa à plusieurs ambassades envoyées par Charles VII pour rétablir sa situation face aux Anglais : à Buda auprès de l'empereur Sigismond (décembre 1424, avec Artaud de Grandval, abbé de Saint-Antoine en Dauphiné, et Guillaume Saignet), à Rome et à Venise (dans le même voyage, en 1425), à Bruges pour négocier avec le duc de Bourgogne (1426, avec Georges de La Trémoille), à Perth en Écosse (1428) pour ranimer l'alliance des deux royaumes contre l'Angleterre et demander la main de la petite princesse Marguerite pour le Dauphin, futur Louis XI. On conserve quatre discours en latin correspondant à ces missions diplomatiques (deux Discours de la mission d'Allemagne, une Harangue aux Hussites, révoltés contre Sigismond, un Discours au roi d'Écosse). Doté d'un bénéfice ecclésiastique (la cure de Saint-Lambert-des-Levées, près de Saumur), il fut sans doute ordonné prêtre après son retour de Rome en 1425. En 1427, il fut nommé chanoine de la cathédrale de Tours, et à une date incertaine, chanoine-chancelier de celle de Bayeux (à titre honorifique, la Normandie étant occupée par les Anglais).
Il était à Bourges en août 1429, quand il écrivit une lettre latine sur Jeanne d'Arc à la demande d'un ambassadeur étranger nommé Corardus, peut-être un envoyé du duc de Milan. Il mourut peu de temps après, en laissant inachevé le Livre de l'Espérance, commencé en 1429. Son décès eut apparemment lieu à Avignon, on ne sait trop pourquoi (l'hypothèse d'une disgrâce est arbitraire, formulée au temps où on situait sa mort vingt ans plus tard). En 1458, son frère l'évêque Guillaume, de passage à Avignon pour se rendre à Rome, commanda un monument funéraire au sculpteur lorrain Jean de Fontay (actif à Avignon de 1451 à 1467) ; le prix de seize écus fut payé le 3 août 1459. Ce monument, qui se trouvait dans l'église des Antonins de la ville, disparut lors de travaux de remaniement de l'édifice effectués entre 1731 et 1745.

## Œuvre
Ayant joui d'une très grande renommée aux XVe et XVIe siècles, Alain Chartier s'est vu attribuer de très nombreux textes qui n'étaient pas de lui. Ainsi, dans la principale édition complète de son œuvre, celle d'André Duchesne (Les œuvres de maistre Alain Chartier, etc., Paris, chez Samuel Thiboust, 1617), moins de la moitié du volume de texte (420 pages sur 868) correspondent à des productions authentiques de l'écrivain. Le premier texte de cette édition est une Chronique du roi Charles VII (allant de 1403 à 1455, source historique de grande importance), dont l'attribution à Alain Chartier est d'ailleurs assez incompréhensible puisque l'auteur se présente lui-même dans le prologue (« Je, Berry, premier herault du roy de France... ») : il s'agit de Gilles Le Bouvier, dit le « héraut Berry » (1386- † v. 1455) ; sur ce texte, c'est André Duchesne lui-même qui a rectifié l'erreur d'attribution très peu de temps après.

### Œuvres en latin
- Epistula ad fratrem suum juvenem (adressée à son frère Guillaume, le futur évêque, sans doute l'un de ses premiers textes conservés) ;
- Discours au roi (Charles VI) sur les libertés de l'Église (1412 ?) ;
- Lettre à l'Université de Paris (sans doute début 1419) ;
- Ad detestationem belli Gallici et suasionem pacis (début 1423) ;
- Francigenæ magni, gens fortis et inclita bello... (poème patriotique en quarante vers, seul morceau de poésie latine, accompagnant le texte précédent) ;
- Premier discours de la mission d'Allemagne (décembre 1424, adressé au nom du roi Charles VII à l'empereur Sigismond ; manière de sermon à partir d'un thème scripturaire) ;
- Second discours de la mission d'Allemagne (même chose, mais plus court et d'un ton plus profane) ;
- Persuasio ad Pragenses de fide deviantes (discours aux Hussites révoltés contre l'empereur Sigismond, peut-être prononcé devant quelques seigneurs retenus en otages à Buda) ;
- Dialogus familiaris Amici et Sodalis super deplorationem Gallicæ calamitatis (peut-être début 1427, la plus longue et la plus riche des œuvres latines, déploration des malheurs de la patrie et de la corruption qui règne, défense de l'idéal du citoyen dévoué au bien public ; texte plein de belles maximes, qui a eu du succès et a été traduit dès le XVe siècle) ;
- Invectiva ad ingratum amicum (genre hérité de l'Antiquité, goûté des premiers humanistes);
- Invectiva ad invidum et detractorem (même chose) ;
- Tractatus de vita curiali (discours à un ami pour le dissuader de venir à la cour, satire de la vie de courtisan ; attribué à l'Italien Ambrogio dei Migli, secrétaire du duc d'Orléans, par Ferdinand Heuckenkamp ; une traduction en moyen français, Le Curial, qui n'est pas de Chartier) ;
- Discours au roi d'Écosse (1428, prononcé au nom de Charles VII devant Jacques Ier d'Écosse, assez proche dans l'inspiration du Premier discours de la mission d'Allemagne) ;
- Lettre sur Jeanne d'Arc (août 1429, texte à destination d'un souverain étranger sur ce qu'on savait alors de Jeanne d'Arc et sur l'espoir immense qu'elle faisait naître, animé d'un patriotisme ardent).

Les œuvres latines sont transmises par quarante manuscrits en contenant au moins une, dont treize qui présentent l'ensemble. Un groupe de huit, meilleurs que les autres, dérivent sans doute d'un exemplaire établi du vivant de Chartier pour assurer leur diffusion, contenant principalement les écrits à visée politique. Plusieurs ont été transcrits à Bâle entre 1432 et 1445 (Chartier a été, avec Jean de Gerson, Nicolas de Clamanges et d'autres, l'un des auteurs qui ont nourri la réflexion dans le concile de Bâle ouvert en juillet 1431). Les autres manuscrits, de qualité médiocre, tous postérieurs à 1460, deux seulement étant complets, dérivent sans doute d'une copie tardive établie sans grand soin à partir des papiers laissés par l'auteur.

### Œuvres en français
- Le Débat des deux fortunés d'amour (ou Le Débat du gras et du maigre, vers 1412/1414) ;
- Le lay de plaisance (vers 1412/1414) ;
- Le Débat du bien et du mal d'amours ;
- Le Livre des quatre dames (1416, poème en 3531 vers octosyllabiques, écrit au lendemain de la bataille d'Azincourt) ;
- Le Quadrilogue invectif (ou Livre des trois estaz nommé Quadrilogue, 1422, texte en prose) ;
- Le Bréviaire des nobles (entre 1422 et 1426, poème en 454 vers) ;
- Le Débat de réveille matin de deux amoureux (1423 ? 48 huitains de vers décasyllabiques) ;
- La Belle Dame sans mercy (1424, 100 huitains de vers octosyllabiques) ;
- La Complainte contre la mort de sa dame (1424, 12 seizains de vers décasyllabiques) ;
- Le Lay de paix adressé au duc de Bourgogne (entre 1424 et 1426, poème en 284 vers) ;
- Le lay de complainte pour les guerres ;
- Le Débat du hérault, du vassault et du villain (ou Le Débat patriotique, entre 1422 et 1425, 55 huitains de vers octosyllabiques) ;
- L'excusacion de maistre Alain envers les dames (ou La response a la belle dame sans mercy, 1425, 30 huitains plus un quatrain de vers octosyllabiques) ;
- quatre ballades, treize rondeaux et neuf chansons composés entre 1410 et 1425 ;
- Le Livre d'Espérance (ou Consolation des trois vertus, 1429, prose avec des passages en vers, inachevé) ;

Alain Chartier jouit aux XVe et XVIe siècles d’une très grande célébrité : près de deux cents manuscrits transmettent une partie ou une autre de son œuvre (surtout les textes en moyen français), la première édition imprimée date de 1489 (Les fais maistre Alain Chartier, de l'imprimeur parisien Pierre Le Caron) et il y en a vingt-cinq jusqu'à celle d'André Duchesne en 1617 (la seule se voulant complète). Beaucoup de poètes et de moralistes de l'époque se sont inspirés de ses œuvres, voire les ont imitées (jusqu'à Marguerite de Navarre) ; plusieurs ont été traduites dès le XVe siècle en moyen anglais, en catalan, en castillan, en toscan. Pierre Fabri le surnomme « le Père de l'éloquence française », Étienne Pasquier le « Sénèque de la France ». Clément Marot le cite, comme grand poète de l'amour, à côté d'Ovide et de Pétrarque. Il est aussi assez souvent rapproché de Dante (notamment en France et en Angleterre) comme fondateur de l'éloquence en langue vernaculaire. Mais cette très grande réputation a ensuite été totalement éclipsée.

## Légende

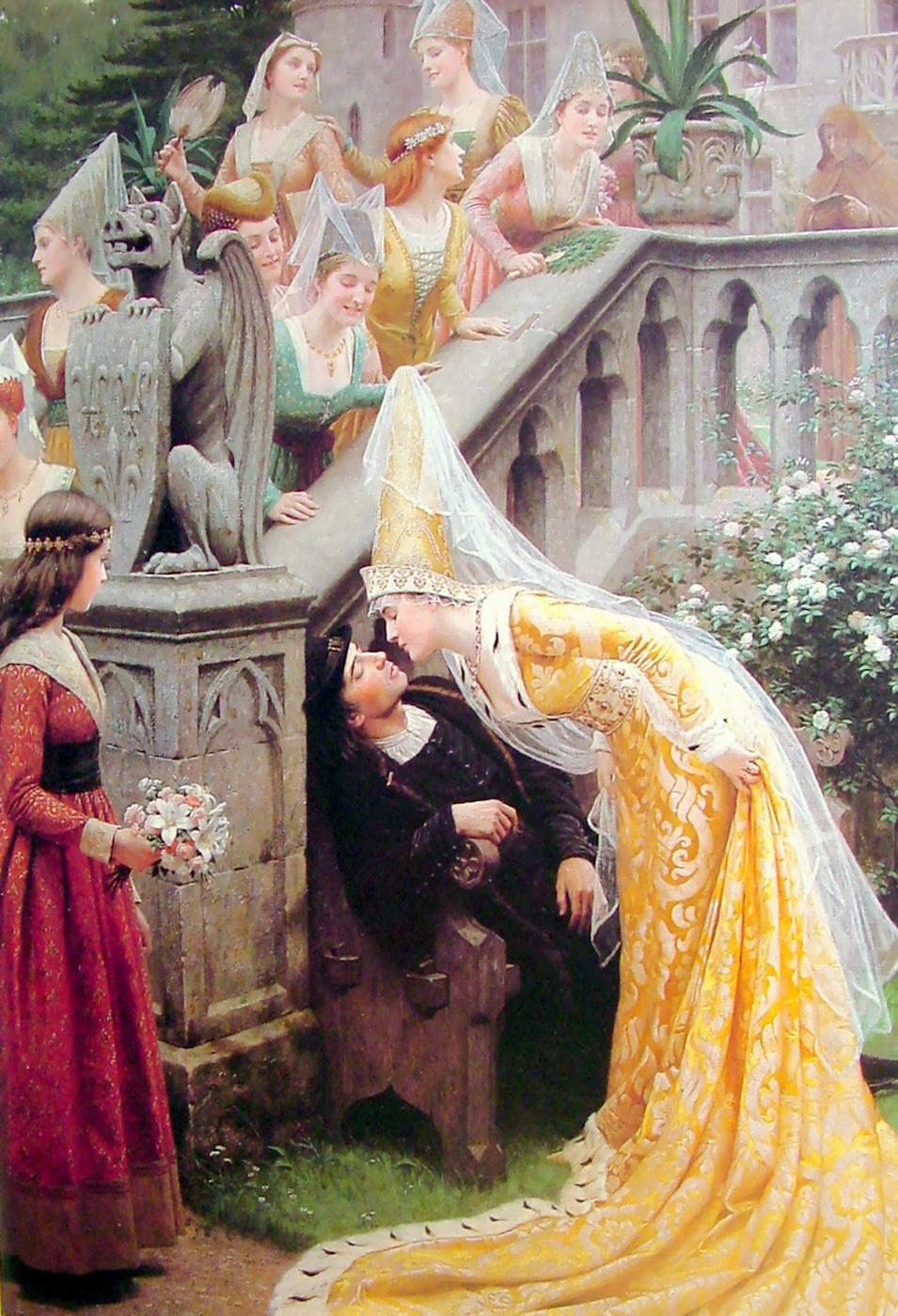
Alain Chartier,
toile d'Edmund Blair Leighton, 1903.

Étienne Pasquier rapporte que Marguerite d’Écosse le voyant endormi sur une chaise, lui donna un baiser sur la bouche, pour marquer le cas qu'elle faisait de cette bouche d'où étaient sortis tant de beaux discours.
Elle aurait répondu aux personnes de sa suite, composée de dames et de grands seigneurs, qui s'étonnaient de voir la princesse accorder une pareille faveur : « Je n’ai pas baisé l'homme, mais la bouche de laquelle sont issus tant de mots dorés. d'excellents propos, de matières graves et paroles élégantes. ».
Cet épisode est certainement légendaire, car Marguerite d'Écosse ne vint en France qu'en 1436, après la mort du poète, et quand il la vit en Écosse lors de son ambassade en 1428, elle n'avait que quatre ans.

## Hommages, postérité
- À Bayeux :
  - La statue située rue du Général-de-Dais le représente. L'originale en bronze de Tony Noël est inaugurée le 16 juillet 1898. Elle représentait Chartier tenant une plume dans la main droite et un parchemin dans la main gauche. Une feuille à ses pieds mentionnait quelques-uns de ses écrits. Le 27 janvier 1942, sous le régime de Vichy, elle est déboulonnée et fondue dans le cadre de la mobilisation des métaux non ferreux. En 1947, une statue de remplacement, très différente, réalisée en pierre par Émile Morlaix, est installée.
  - Plusieurs monuments ou stèles lui sont dédiés.
  - Une école, située rue Saint-Patrice, porte son nom.
  - Un collège, situé rue des Billettes, porte son nom.
  - Un lycée général, situé place de la Lombarderie, porte son nom.
  - Une plaque est apposée sur le mur de sa maison natale.
- La rue Alain-Chartier dans le 15e arrondissement de Paris porte son nom.
- De nombreuses communes françaises ont également une rue qui porte son nom : Amiens, Clermont-Ferrand, Flers-en-Escrebieux, Ouistreham.
- Une avenue à Montfavet, quartier d'Avignon, porte son nom.
- Une statue en bronze, inaugurée en 1894, située rue de Tocqueville dans le 17e arrondissement de Paris, le représentait. En 1942, sous le régime de Vichy, elle est déboulonnée et fondue dans le cadre de la mobilisation des métaux non ferreux.
- Raymond de Borrelli a écrit une pièce en un acte en vers, intitulée Alain Chartier, et qui narre l'épisode du baiser de Marguerite d’Écosse, sous l’œil d'Agnès Sorel[5].

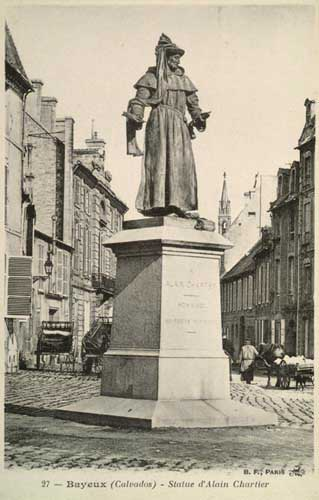
Statue le représentant, réalisée par Tony Noël, à Bayeux.
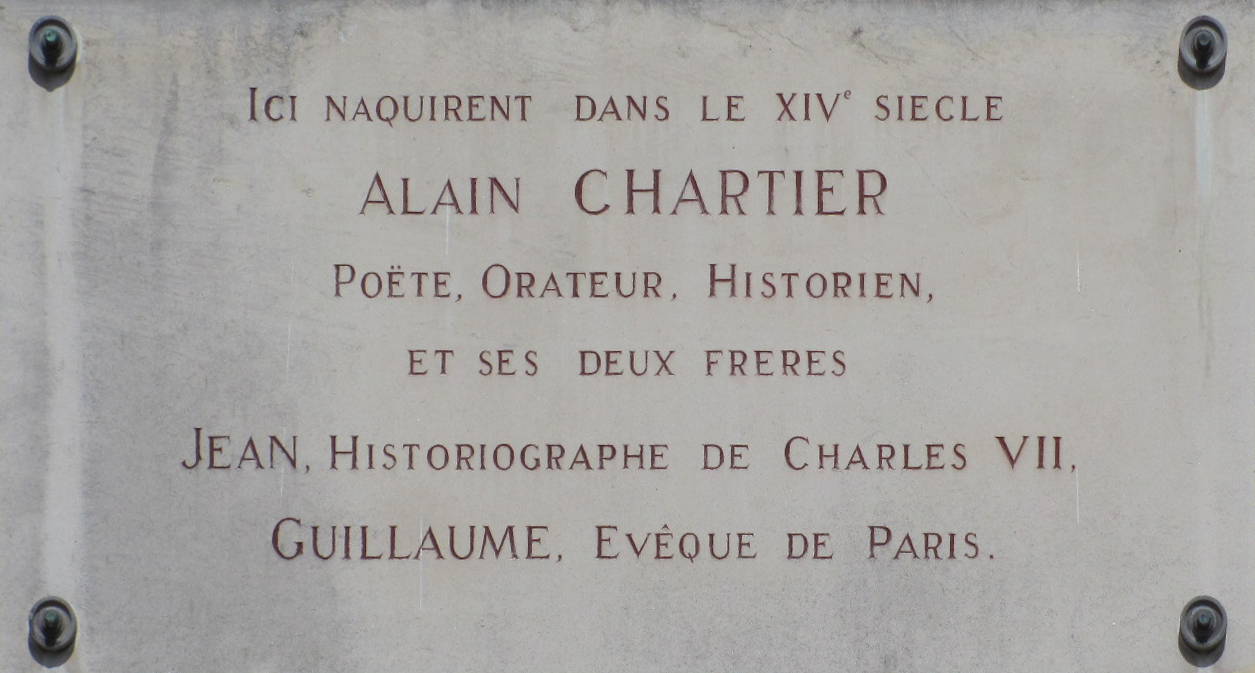
Plaque sur le mur de sa maison natale.

## Bibliographie

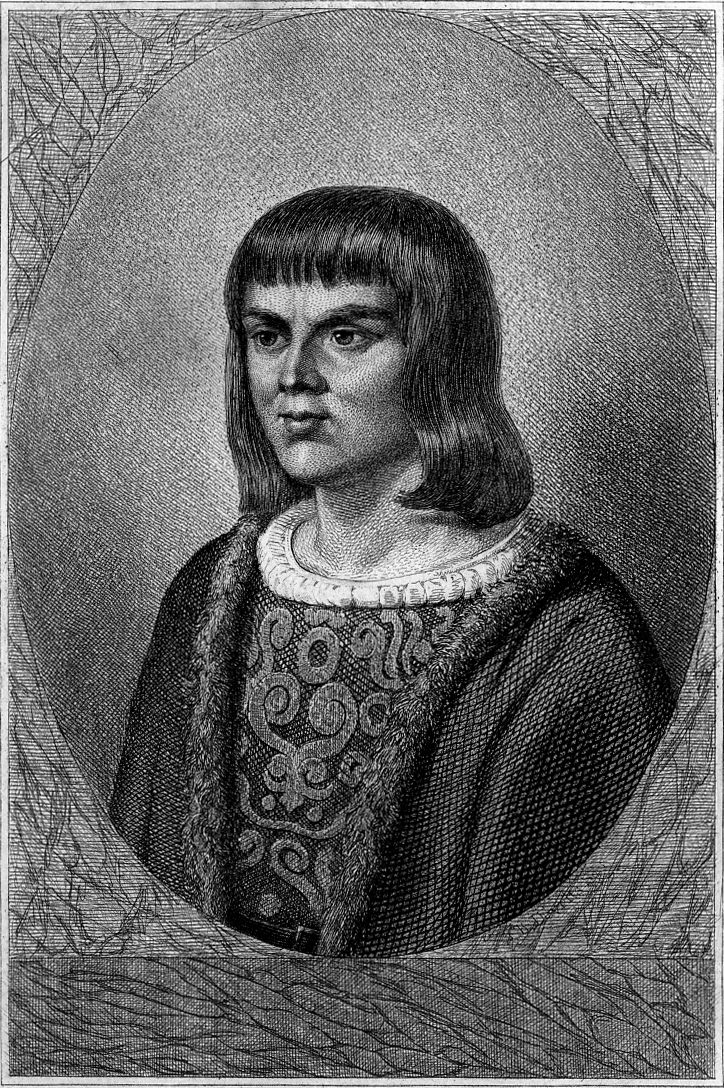
Vue d'artiste d'Alain Chartier (gravure du XIXe siècle).

## Études stylistiques et linguistiques
- Jean-Paul Allard, « L’Idéal communautaire selon le Quadrilogue invectif d’Alain Chartier », Études Indo-Européennes, mars 1986, no 16, p. 1-39.
- (en) Glenn H. Blayney, « Alain Chartier and The Complaynt of Scotlande », Review of English Studies, février 1958, no 9 (33), p. 8-17.
- (en) Cynthia J. Brown, « Allegorical Design and Image-Making in Fifteenth-Century France: Alain Chartier’s Joan of Arc », French Studies, Oct 1999, no 53 (4), p. 385-404.
- Helmut Hatzfeld, « Le Style du Quadrilogue invectif d’Alain Chartier », Studi di filologia romanza offerti a Silvio Pellegrini, Padova, Liviana, 1971, p. 215-32.
- Peter Noble, « Les Deux Traductions anglaises du Quadrilogue Invectif d’Alain Chartier », Moyen Français, 2002-2003, no 51-53, p. 469-77.
- Lene Schøsler, « La Variation linguistique : le cas de l’expression du sujet », Interpreting the History of French, Amsterdam, Rodopi, 2002, p. 195-212.
- Regula Meyenberg, Alain Chartier, prosateur et l’art de la parole au XVe siècle : études littéraires et rhétoriques, Berne, Francke, 1992.
- François Rouy, L’Esthétique du traité moral d’après les œuvres d’Alain Chartier, Genève, Droz, 1980.